# Chianti (wino)

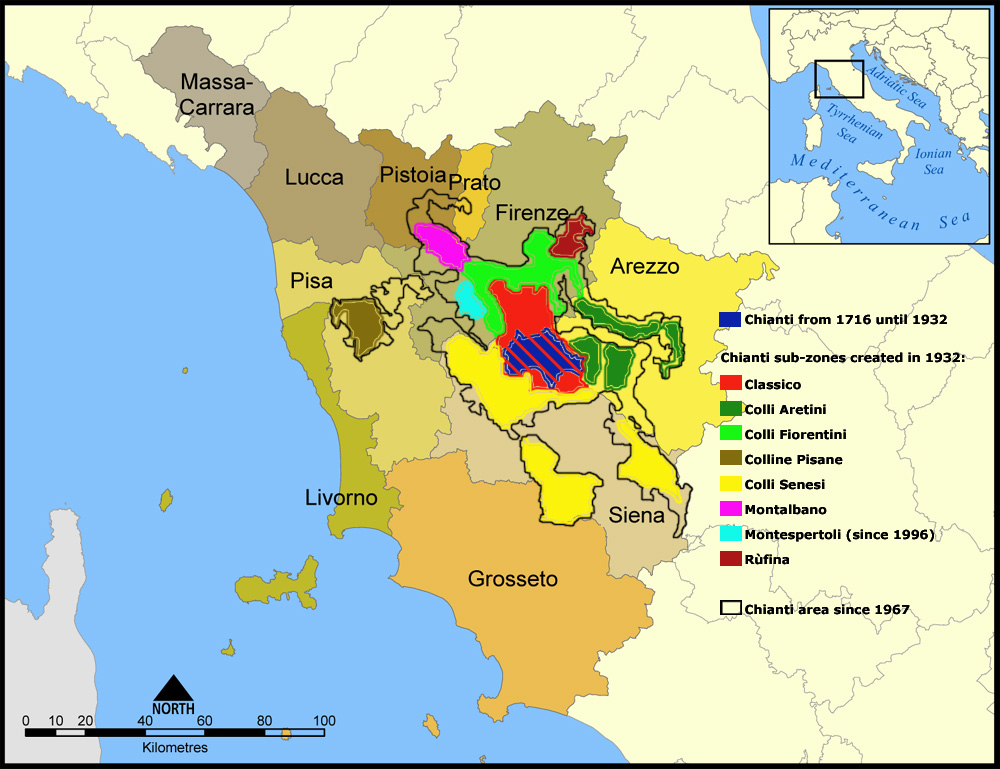
Granice poszczególnych stref regionu Chianti na mapie Toskanii.

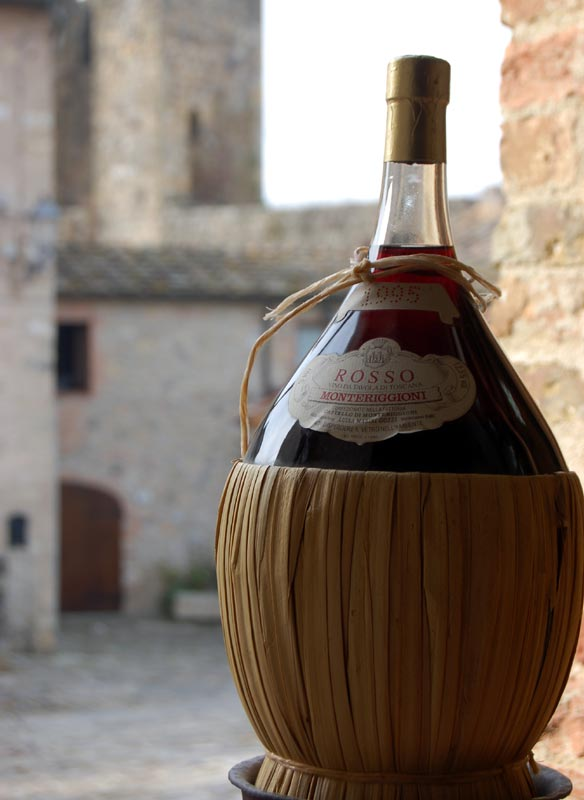
Butelka Chianti.

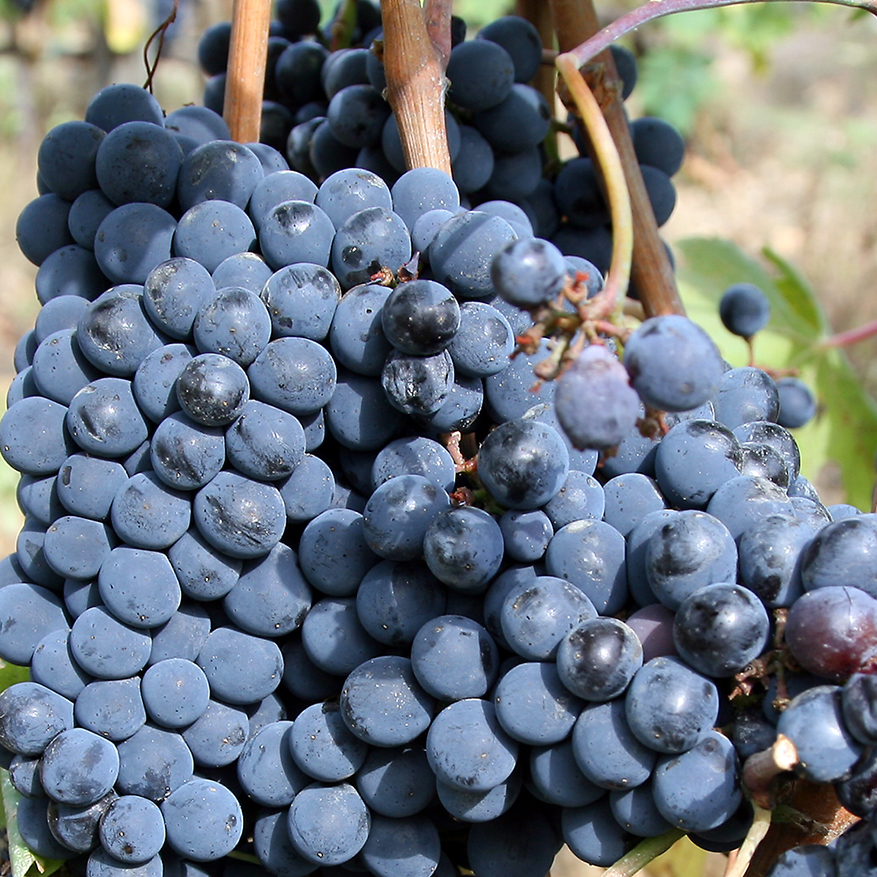
Winogrona szczepu sangiovese.

Chianti – włoskie wino wytrawne, intensywnie czerwone, o zawartości alkoholu 11,5-12,5%. Jego nazwa pochodzi od krainy historycznej w środkowej Toskanii, w której jest produkowane.
Powstaje z winogron szczepów: sangiovese (min. 75%), canaiolo nero, trebbiano toscano i malvasia del chianti.
Najbardziej cenione są wina produkowane w sercu regionu Chianti (obszar położony w trójkącie, wyznaczonym przez trzy niewielkie toskańskie miejscowości: Radda in Chianti, Gaiole in Chianti oraz Castellina in Chianti) i według tradycyjnej receptury, a określa się je mianem Chianti Classico DOCG. Jednocześnie w sprzedaży są też wina z charakterystycznym czarnym kogutem na żółtym tle (wówczas nie ma już dopisku DOCG), co świadczy o tym, że zostały wyprodukowane w szeroko pojętym regionie Chianti, ale według najwyższych standardów.
Chianti często rozlewa się do charakterystycznych pękatych butelek umieszczonych w plecionce, zwanych fiasco.
Przepis na dzisiejsze Chianti pochodzi prawdopodobnie z XVII lub z XVIII wieku, kiedy to bazowano przede wszystkim na szczepie sangiovese i kilku innych odmianach w mniejszych proporcjach.

## Subregiony Chianti
Region Chianti obejmuje rozległy obszar Toskanii i zawiera w swoich granicach kilka nakładających się na siebie stref klasyfikacji Denominazione di origine controllata (DOC) oraz Denominazione di Origine Controllata e Garantita (DOCG). Inne renomowane toskańskie wina na bazie szczepu Sangiovese, takie jak Brunello di Montalcino czy Vino Nobile di Montepulciano, mogłyby być – gdyby ich producenci tak zdecydowali – butelkowane i etykietowane pod najbardziej podstawowym oznaczeniem „Chianti”.
W ramach całego regionu Chianti produkuje się rocznie ponad 8 milionów skrzynek win klasyfikowanych na poziomie DOC lub wyższym. 
Chianti DOCG obejmuje całość win Chianti i rozciąga się na duży obszar – od zachodnich fragmentów prowincji Piza blisko wybrzeża Morza Tyrreńskiego, przez wzgórza Florencji na północy, prowincję Arezzo na wschodzie, aż po wzgórza Sieny na południu.
W ramach Chianti DOCG wyróżnia się osiem zdefiniowanych subregionów, które mają prawo umieszczać swoją nazwę na etykiecie wina.
Wina oznaczone po prostu jako „Chianti” pochodzą albo z mieszanki winogron z tych subregionów, albo z regionów peryferyjnych, nieobjętych żadną z podstref.
Subregiony (zgodnie z kierunkiem ruchu wskazówek zegara, zaczynając od północy) to:
1. Colli Fiorentini – położona na południe od Florencji,
2. Chianti Rùfina – w północno-wschodniej części strefy, wokół gminy Rufina,
3. Chianti Classico – w centralnej części Chianti, rozciągająca się przez prowincje Florencji i Sieny,
4. Colli Aretini – we wschodniej prowincji Arezzo,
5. Colli Senesi – na południe od Chianti Classico, w wzgórzach Sieny; to największa z podstref, obejmująca również obszary Brunello di Montalcino i Vino Nobile di Montepulciano,
6. Colline Pisane – najbardziej wysunięta na zachód podstrefa, w prowincji Piza,
7. Montespertoli – wewnątrz Colli Fiorentini, wokół gminy Montespertoli,
8. Montalbano – w północno-zachodniej części regionu, obejmująca również strefę Carmignano DOCG.

Na rok 2006 areał upraw winorośli w poszczególnych podstrefach wynosił:
- Montalbano – 318 ha
- Colli Fiorentini – 905 ha
- Montespertoli – 57 ha
- Rùfina – 740 ha
- Colli Senesi – 3 550 ha
- Colline Pisane – 150 ha
- Colli Aretini – 649 ha
- oraz dodatkowe 10 324 ha w obszarach peryferyjnych, nieklasyfikowanych w ramach konkretnej podstrefy.

Wina produkowane z tych ostatnich terenów są etykietowane po prostu jako „Chianti”.

### Chianti Classico

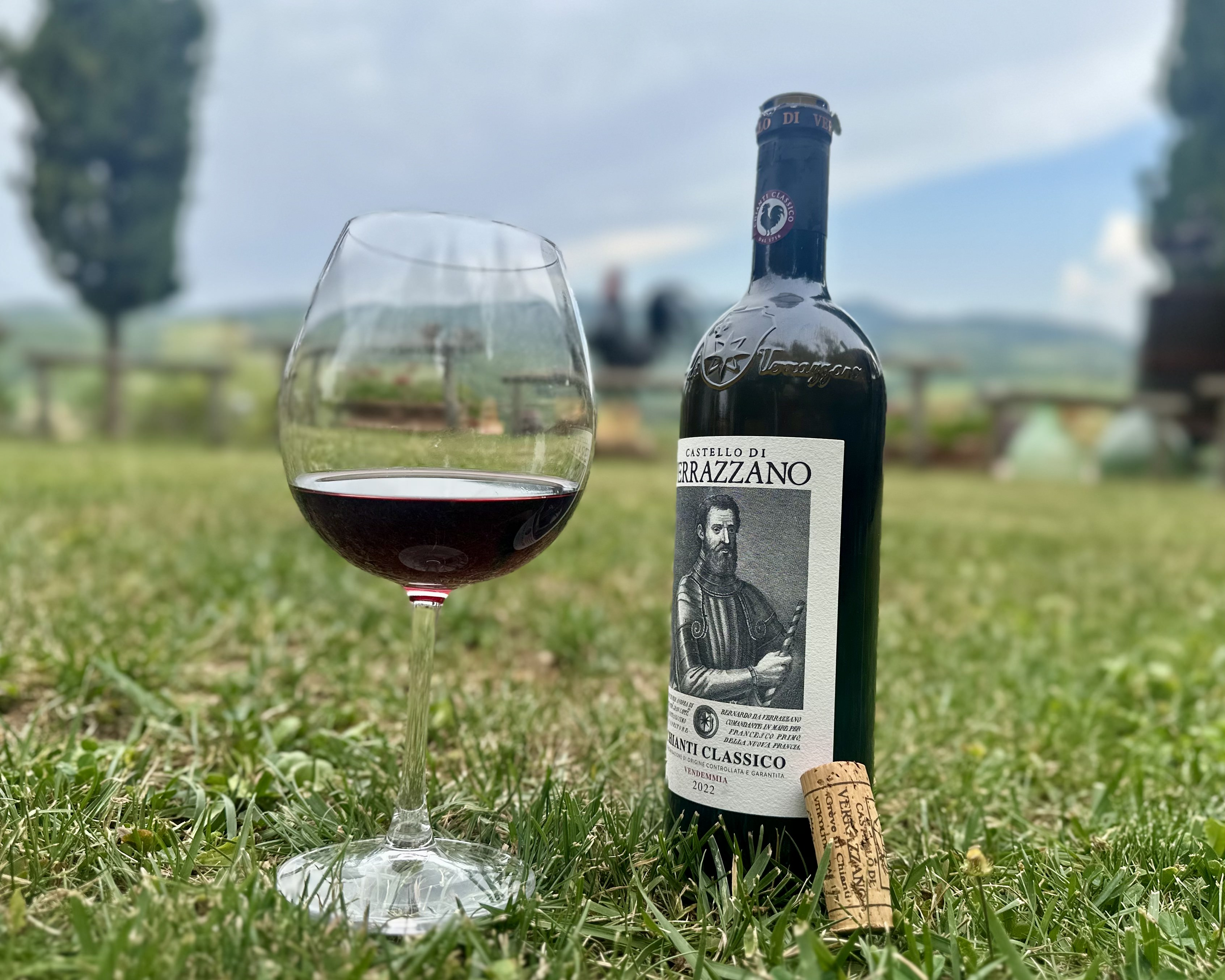
Butelka wina Chianti Classico (typ podstawowy Annata) z winnicy Castello di Verrazzano, Radda in Chianti w tle

Historyczny region produkcji wina Chianti został zdefiniowany po raz pierwszy w dekrecie Kosmy III Medyceusza w 1716, który określał dokładnie granice regionu i ustanawiał urzędową kontrolę nad produkcją (w celu uniknięcia oszustw). 22 lutego 1927 roku we Florencji 30 głównych winiarzy z regionu zawiązało konsorcjum o nazwie Consorzio Vino Chianti w celu standaryzacji jakości i zapewnienia autentyczności win Chianti. W 1932 roku po długich bataliach administracyjnych i prawnych cały teren z dekretu Kosmy III został wreszcie uznany za zupełnie odseparowany i posiadający własną tożsamość subregion Chianti Classico, w którym produkowane jest wino o klasyfikacji Chianti Classico. Od lat 80. XX wieku konsorcjum sponsoruje szeroko zakrojone badania w zakresie ampelografii i enologii, ze szczególnym uwzględnieniem selekcji klonalnej. W ramach projektu „Chianti 2000”, w ciągu ostatnich trzech dekad zreplantowano ponad 50% areału winnic w subregionie Chianti Classico, stosując nowoczesne techniki uprawy oraz zoptymalizowane klony szczepu Sangiovese.

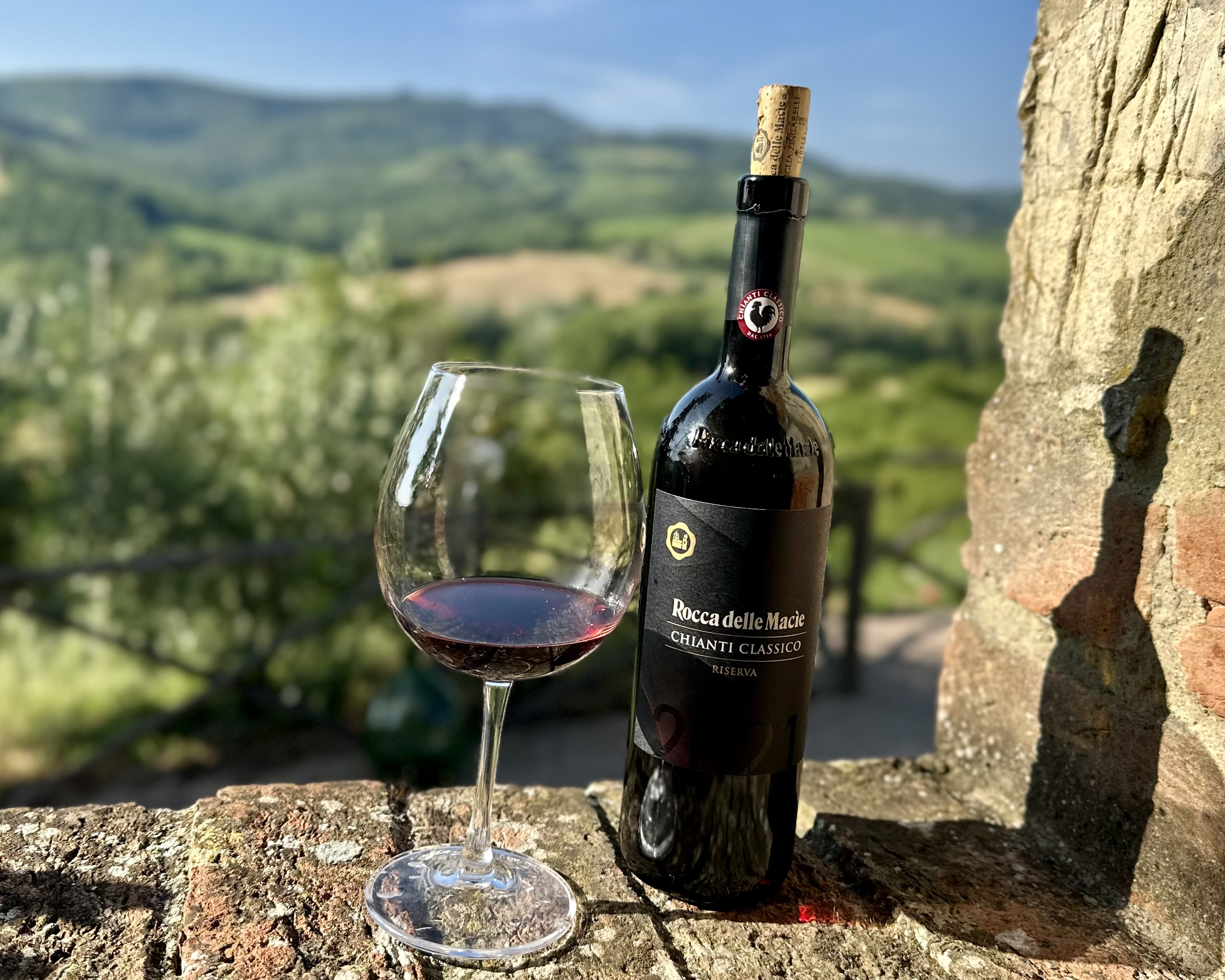
Butelka wina Chianti Classico (typ Riserva) z winnicy Rocca delle Macie, Radda in Chianti w tle

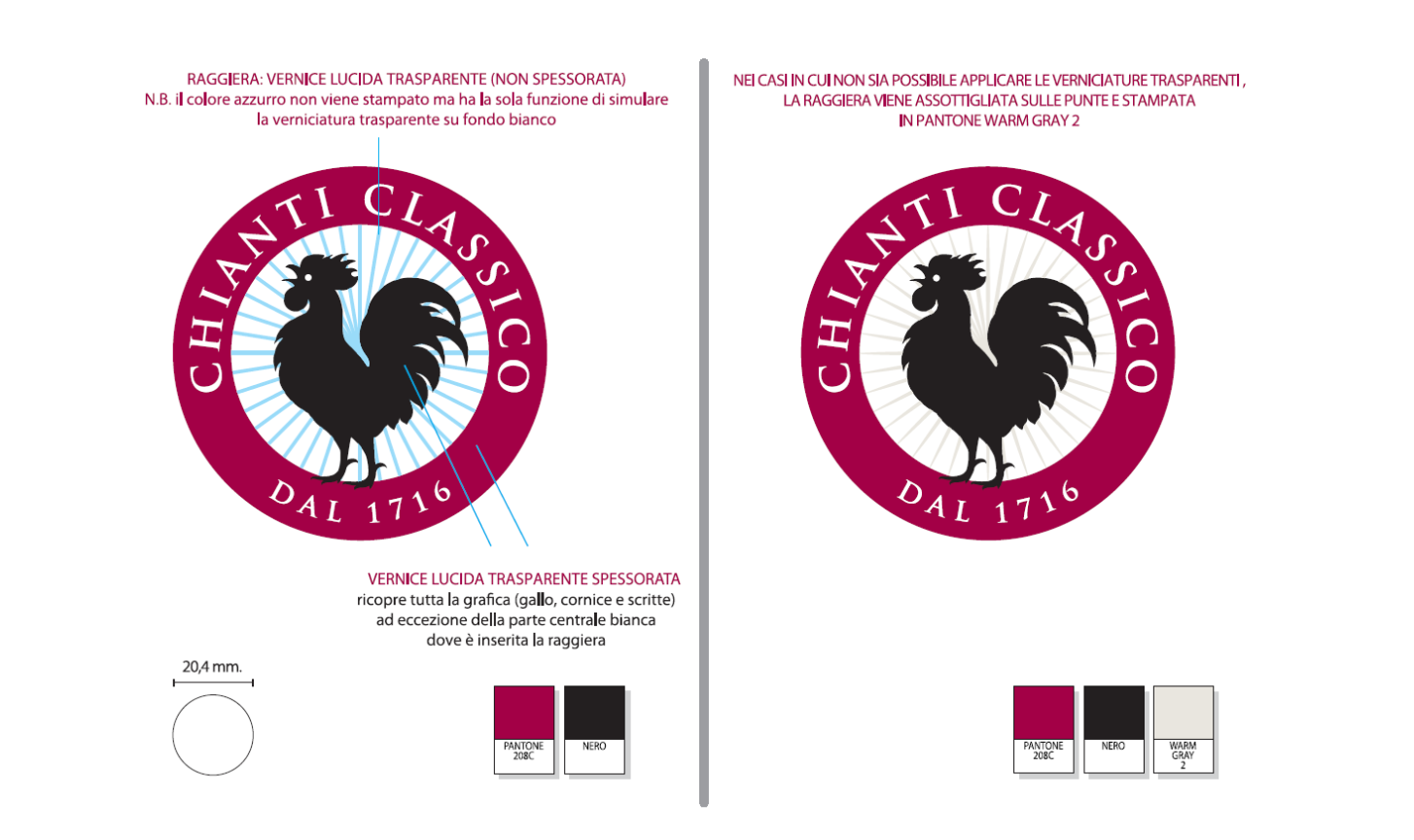
Dwa oficjalne warianty emblematu Chianti Classico z Czarnym Kogutem (Gallo Nero): lakierowany (po lewej) i drukowany (po prawej), oba potwierdzają autentyczność DOCG.

Według regulaminu włoskiego Ministerstwa Rolnictwa dot. produkcji wina DOCG Chianti Classico dzieli się na 3 rodzaje: 
Chianti Annata - wersja bazowa, dostępna w sprzedaży po minimum 12 miesiącach dojrzewania (odpowiada codziennej konsumpcji, lżejszym potrawom), minimum 80 % szczepu Sangiovese
Chianti Riserva - klasa premium, dojrzewa co najmniej 24 miesiące z czego minimum 3 miesiące w butelce (do wykwintniejszej kuchni, na specjalne okazje), minimum 80 % szczepu Sangiovese

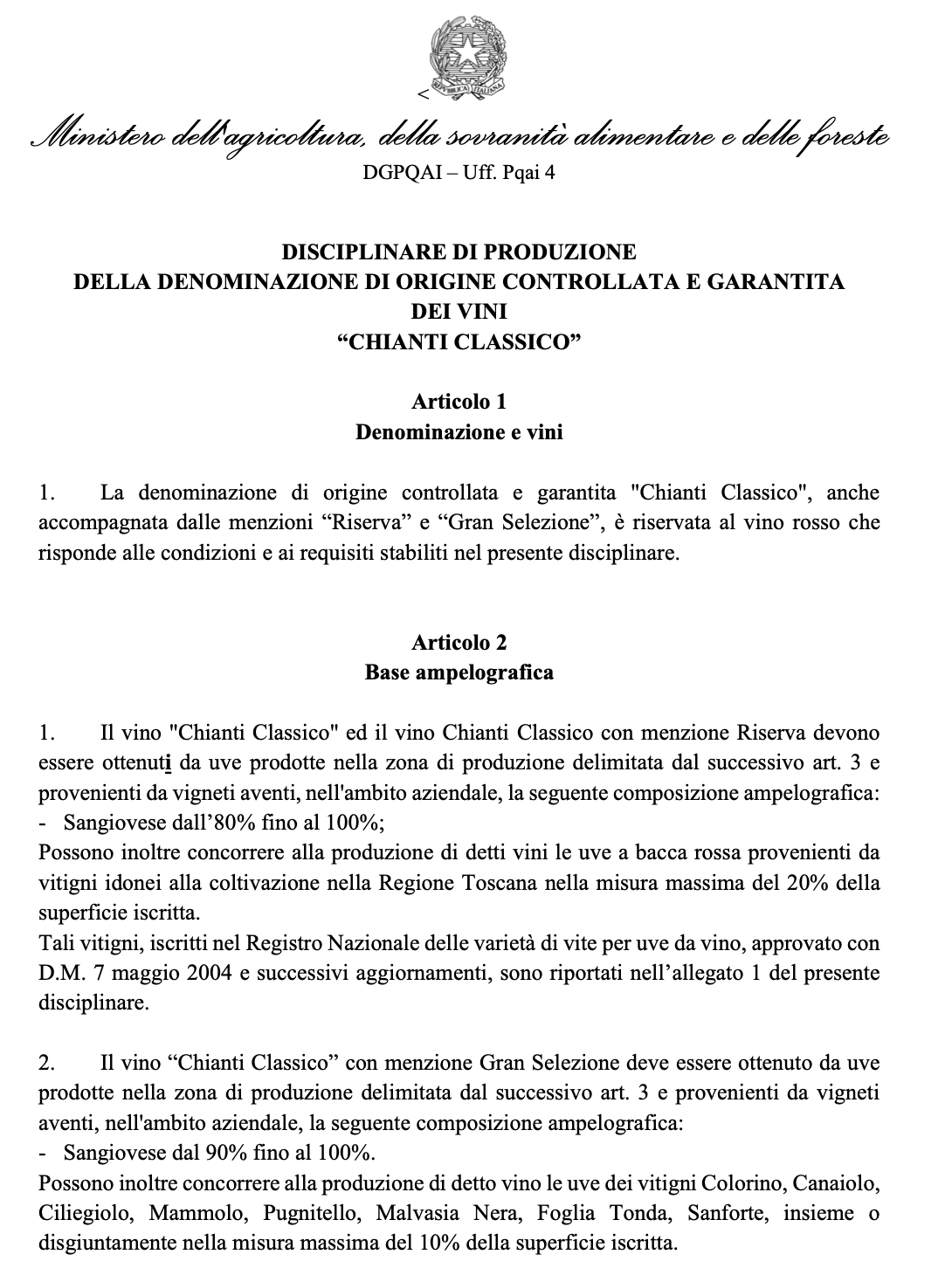
Fragment oficjalnego regulaminu produkcji (Disciplinare di Produzione) win Chianti Classico DOCG, opublikowanego przez włoskie Ministerstwo Rolnictwa. Artykuł 1 definiuje nazwę oraz zakres prawny apelacji „Chianti Classico”.

Chianti Gran Selezione - wymaga co najmniej 30 miesięcy dojrzewania z czego min. 3 miesiące w butelce, produkowane wyłącznie z własnych winnic producenta, zgodnie z surowszymi normami jakości, oceniane przez niezależną komisję sensoryczną (kolekcjonerskie, do wieloletniego leżakowania, koneserskie degustacje), minimum 90 % szczepu Sangiovese
Oficjalnym symbolem, który producenci Chianti Classico są zobligowani do umieszczania na butelce jest "Gallo Nero" czyli czarny kogut. 
Według danych z 2006 roku, w granicach Chianti Classico znajdowało się 7 140 ha (czyli 17 640 akrów) winnic. Ten subregion obejmuje powierzchnię około 260 km² (czyli 100 mil kwadratowych) i rozciąga się między miastem Florencja na północy a Sieną na południu. Cztery gminy - Castellina in Chianti, Gaiole in Chianti, Greve in Chianti oraz Radda in Chianti - znajdują się w całości wewnątrz oficjalnych granic Chianti Classico. Części gmin Barberino Val d’Elsa, San Casciano in Val di Pesa i Tavarnelle Val di Pesa (w prowincji Florencja), a także Castelnuovo Berardenga i Poggibonsi (w prowincji Siena), również mieszczą się w strefie dozwolonej dla produkcji win Chianti Classico.
Podłoże geologiczne oraz topografia są zróżnicowane – wysokości wahają się od 250 do 610 metrów n.p.m. (czyli od 820 do 2 000 stóp), a pagórkowate ukształtowanie terenu sprzyja powstawaniu mikroklimatów. Dominują tu dwa główne typy gleby:
- alberese – czyli zwietrzały piaskowiec
- galestro – szarawoniebieski margiel o strukturze kredowej

Na północy gleba jest bardziej żyzna i bogatsza w galestro. W kierunku południowym staje się coraz bardziej kamienista i zwarta, z przewagą alberese. 
Klimat również ulega zmianom – na północy wpływ rzeki Arno obniża temperatury, natomiast im dalej na południe, tym silniejsze jest nasłonecznienie i wyższe temperatury, szczególnie w okolicach Castelnuovo Berardenga. 
Wina Chianti Classico to zazwyczaj trunki o średniej strukturze, z wyraźnymi taninami oraz średnio-wysoką lub wysoką kwasowością. Typowe aromaty obejmują kwiatowe akcenty, wiśnię i delikatne nuty orzechowe. Profil smakowy wina rozwija się szczególnie intensywnie w środkowej fazie degustacji i finiszu, a niekoniecznie w pierwszym kontakcie z podniebieniem.
Podobnie jak w przypadku Bordeaux, różne mikroregiony w obrębie Chianti Classico wykazują unikatowe cechy klimatyczno-glebowe, które znajdują odzwierciedlenie w charakterze lokalnych win.
Według Master of Wine Mary Ewing-Mulligan:
- Wina z okolic Castellina odznaczają się delikatnym aromatem i smakiem
- Produkty z Castelnuovo Berardenga są najbardziej dojrzałe i intensywne smakowo
- Wina z Gaiole cechują się mocną strukturą i wyrazistymi taninami
- W okolicach Greve produkuje się wina o wysokim stopniu koncentracji smakowej [6]

Wprowadzenie w 2014 nowej kategorii Chianti Classico - Gran Selezione wzbudziło kontrowersje.  Mimo wysokiego standardu technicznego, wprowadzenie kategorii Gran Selezione zostało skrytykowane przez część komentatorów jako zbędne i wynikające bardziej z potrzeb marketingowych niż rzeczywistej potrzeby jakościowej.

Niektórzy określili tę decyzję jako:
„Niepotrzebna; kolejna warstwa zamieszania, stworzona przez dział marketingu w desperackiej próbie wyciągnięcia Chianti Classico z kryzysu sprzedażowego.”

## Winogrona i ich klasyfikacja
Od 1996 roku skład mieszanki winogron dla Chianti i Chianti Classico musi wynosić 75–100% Sangiovese, do 10% Canaiolo oraz do 20% innych zatwierdzonych czerwonych szczepów, takich jak Cabernet Sauvignon, Merlot or Syrah. Od 2006 roku w Chianti Classico zabronione jest używanie białych odmian winogron, takich jak Malvasia i Trebbiano. 
Chianti Classico musi mieć minimalny procent alkoholu wynoszący 12% oraz co najmniej 7 miesięcy leżakowania w barrique, natomiast Chianti Classico kategorii riserva musi być leżakowane co najmniej 24 miesiące w winnicy i zawierać co najmniej 12,5% alkoholu.  Efektywność winnicy dla Chianti Classico jest limitowana do maksymalnie 7,5 t/ha (czyli 3 tony na akr). Dla podstawowego Chianti minimalna zawartość alkoholu to 11,5%, a plony ograniczone są do 9 t/ha (4 tony na akr).  
The aging for basic Chianti DOCG is much less stringent with most varieties allowed to be released to the market on 1 March following the vintage year. The sub-zones of Colli Fiorentini, Montespertoli and Rufina must be aged for a further three months and not released until 1 June. All Chianti Classicos must be held back until 1 October in the year following the vintage. 
Wymogi dotyczące leżakowania bazowego Chianti DOCG są znacznie mniej rygorystyczne - większość win może trafić na rynek już 1 marca po roku zbiorów. Subregiony Colli Fiorentini, Montespertoli i Rufina muszą dojrzewać dodatkowe trzy miesiące i nie mogą być wypuszczone przed 1 czerwca. Wszystkie Chianti Classico muszą być wstrzymywane co najmniej do 1 października roku następującego po zbiorach. 
|                                | normalne | Classico | Colli Aretini | Colli Fiorentini | Colli Senesi | Colline Pisane | Montalbano | Montespertoli | Rùfina | Superiore |
| ------------------------------ | -------- | -------- | ------------- | ---------------- | ------------ | -------------- | ---------- | ------------- | ------ | --------- |
| Max. prod. winogron (t/ha)     | 9.0      | 7.5      | 8.0           | 8.0              | 8.0          | 8.0            | 8.0        | 8.0           | 8.0    | 7.5       |
| Max. prod. winogron (kg/krzew) | 4.0      | 3.0      | 4.0           | 4.0              | 4.0          | 4.0            | 4.0        | 4.0           | 4.0    | 2.2       |
| Min. krzew/ha                  | 3,300    | 3,350    | 3,300         | 3,300            | 3,300        | 3,300          | 3,300      | 3,300         | 3,300  | 4,000     |
| Min. wiek winnic (lata)        | 3        | 4        | 4             | 4                | 4            | 4              | 4          | 4             | 4      | 4         |
| Min. suchy ekstrakt wina (g/L) | 19       | 23       | 21            | 21               | 21           | 21             | 21         | 21            | 21     | 22        |
| Min. procent alkoholu (%)      | 11.5     | 12.0     | 11.5          | 12.0             | 11.5         | 11.5           | 11.5       | 12.0          | 12.0   | 12.0      |
| Min. leżakowania (miesiące)    | 3        | 10       | 3             | 9                | 3            | 3              | 3          | 6             | 9      | 9         |

Jancis Robinson zauważa, że Chianti bywa czasem nazywane „bordeaux Włoch”, choć struktura tych win bardzo różni się od jakiegokolwiek francuskiego wina.  Elastyczność przepisu receptury Chianti tłumaczy dużą różnorodność stylów Chianti. Lżejsze wersje zazwyczaj zawierają większy procent białych szczepów, podczas gdy Chianti oparte wyłącznie na czerwonych odmianach winogron są pełniejsze i bogatsze. Choć w recepturze dozwolone jest maksymalnie 15% Cabernet Sauvignon, charakter tej odmiany może zdominować kompozycję i silnie wpłynąć na finalny styl wina. 